# Holla Holla
«Holla Holla» — дебютний сингл американського репера Ja Rule з його дебютного студійного альбому Venni Vetti Vecci, випущений 16 березня 1999 року. Продюсерами Taiwan «Tai» Green та Ірв Готті. Режисерами кліпу стали Хайп Вільямс та Ірв Готті. Сингл став успішним, зайняв 35 місце на Billboard Hot 100 і дав потужний поштовх кар'єрі Джа Рула.
Ремікс включає гостьові куплети Jay-Z, Vita, Caddillac Tah, Black Child, Memphis Bleek і Busta Rhymes, останній з яких пізніше ворогував з Ja Rule.

## Список композицій
1. "Holla Holla" (Street Version)
2. "Holla Holla" (Instrumental)
3. "BJ Skit"
4. "It's Murda" (Street Version)
5. "It's Murda" (Instrumental)
6. "Kill 'Em All" (Street Version)

## Чарти

### Щотижневі чарти
| Чарт (1999)                             | Найвища позиція |
| --------------------------------------- | --------------- |
| Канада (Canadian Singles Chart)         | 15              |
| США (Billboard Hot 100)                 | 35              |
| США (Hot R&B/Hip-Hop Songs) (Billboard) | 11              |
| США (Rhythmic) (Billboard)              | 20              |